# Prepuštovec (Zágráb)
Prepuštovec település Horvátországban, Zágráb főváros Szeszvete városnegyedében. Közigazgatásilag a fővároshoz tartozik.

## Fekvése
Zágráb városközpontjától légvonalban 15, közúton 27 km-re északkeletre, a Medvednica-hegység keleti részének déli lejtőin, a Blaguša-patak mentén fekszik.

## Története
Prepuštovec a nevét Cirják egykori zágrábi prépostról kapta, aki az akkori Kašina térségének egyik legkiválóbb és leggazdagabb családjából a Kuča családból származott. 1217-ben II. András király nemcsak az akkor egy birtoktestet képező Kašina és Blaguša határát írja le, hanem megemlíti a szőlőtermelő Cirják prépostot is. Lehetséges, hogy már akkor is megvolt ez a falu, melyet aztán a prépostról neveztek el. R. Gajer történész szerint nem kizárt, hogy a zágrábi káptalan prépostjai ezután is birtokolták a falut és élvezték jövedelmét. Ez alapján Prepuštovec tehát Kašina, Blaguša, Planina, Vugrovec és Dobrodol mellett egy régi középkori település Prigorjénak ezen a részén. 1850-ben Prepuštovecnek 15 háza volt. Az 1866-ból származó adatok már teljesebbek, és azt állítják, hogy Prepuštovec egy falu Zágráb megyében a kašina donjai római katolikus plébániához tartozik és a szentiváni járásban van. Birója Vurnovecen, postája Popovecen van. A falunak akkor is 15 háza volt és 225 lakossal.
Az első katonai felmérés térképén „Prepustovecz” néven található. Lipszky János 1808-ban Budán kiadott repertóriumában „Prepusztovecz vel Prepuztovczi” néven szerepel. Nagy Lajos 1829-ben kiadott művében „Prepusztovecz, vel Prepusztovczi” néven 16 házzal, 112 katolikus vallású lakossal találjuk.
A településnek 1857-ben 225, 1910-ben 335 lakosa volt. Zágráb vármegye Szentivánzelinai járásához tartozott. 1941 és 1945 között a Független Horvát Állam része volt, majd a szocialista Jugoszlávia fennhatósága alá került. 1991-től a független Horvátország része. 1991-ben lakosságának 95%-a horvát nemzetiségű volt. A településnek 2011-ben 332 lakosa volt.

## Népessége
| Lakosság változása | Lakosság változása | Lakosság változása | Lakosság változása | Lakosság változása | Lakosság változása | Lakosság változása | Lakosság változása | Lakosság változása | Lakosság változása | Lakosság változása | Lakosság változása | Lakosság változása | Lakosság változása | Lakosság változása | Lakosság változása |
| ------------------ | ------------------ | ------------------ | ------------------ | ------------------ | ------------------ | ------------------ | ------------------ | ------------------ | ------------------ | ------------------ | ------------------ | ------------------ | ------------------ | ------------------ | ------------------ |
| 1857               | 1869               | 1880               | 1890               | 1900               | 1910               | 1921               | 1931               | 1948               | 1953               | 1961               | 1971               | 1981               | 1991               | 2001               | 2011               |
| 225                | 249                | 253                | 291                | 320                | 335                | 335                | 364                | 385                | 372                | 360                | 316                | 310                | 319                | 346                | 332                |

## Kultúra
A KUD Prepuštovec kulturális és művészeti egyesületet 1976-ban alapították. 1990-re már az egész országban felléptek. 1991-ben a háború miatt az egyesület felfüggesztette munkáját, hogy aztán tagjai 2005-ben újra egyesülhessenek és folytathassák tevékenységüket. Ma az egyesületnek mintegy 110 aktív tagja van, akik három tánccsoportban és két tamburazenekarban dolgoznak. 14 év megszakítás után az egyesület 2006-ban lépett fel először a Zágrábi és a Brestačai folklórfesztiválokon és további kilenc előadást tartott Zágráb megyében. A KUD Prepuštovec tradicionális karneváli szokásokat mutat be.